# 피엠위키
피엠위키(PmWiki)는 패트릭 미쇼드(Patrick R. Michaud)가 PHP 프로그래밍 언어로 작성한 위키 소프트웨어이다.
General Public License(GPL)의 조건에 따라 사용 허가 된 무료 소프트웨어이다.

## 특징
미디어위키와 같은 일부 위키 소프트웨어는 데이터를 데이터베이스에 저장하지만 이 피엠위키(PmWiki)와 같은 위키 소프트웨어는 데이터를 원형적인 파일시스템의 폴더및 파일로 저장함으로서 나름대로의 특징을 갖기도한다

## 같이 보기
- 미디어 위키